# Rick Husband

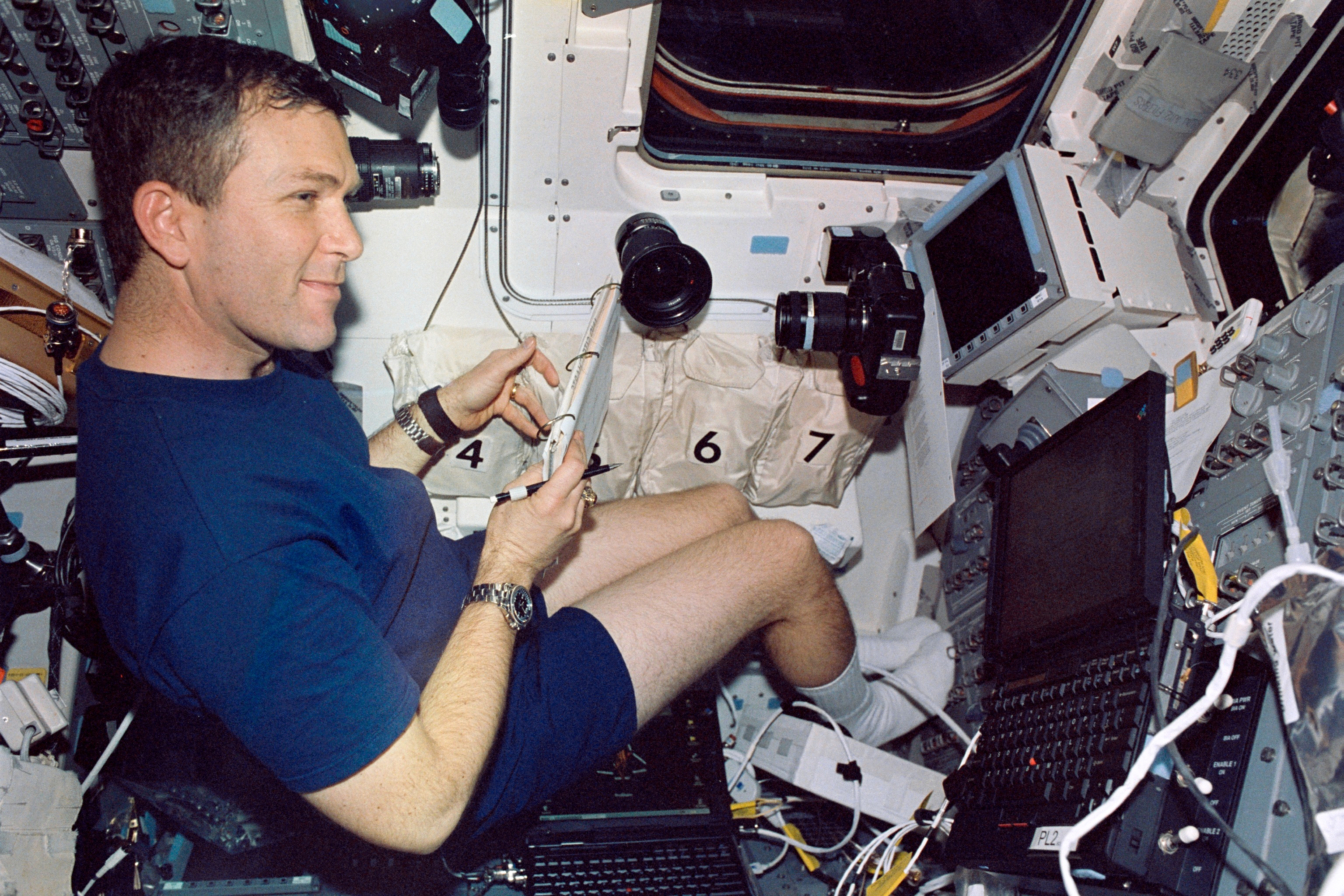
Rick Husband w kokpicie promu Columbia

Richard Douglas „Rick” Husband (ur. 12 lipca 1957 w Amarillo, zginął 1 lutego 2003 podczas powrotu na Ziemię wahadłowca Columbia) – amerykański astronauta, pilot wojskowy, inżynier, pułkownik United States Air Force.

## Wykształcenie i służba wojskowa
- 1975 – ukończył szkołę średnią (Amarillo High School) w Amarillo w Teksasie.
- 1980 – uzyskał licencjat w dziedzinie inżynierii mechanicznej na Texas Tech University. Następnie został przyjęty do United States Air Force i rozpoczął roczne szkolenie lotnicze w bazie Vance w Oklahomie.
- 1981 – w październiku został skierowany do bazy lotniczej Homestead na Florydzie, w której przeszedł trening na samolocie F-4.
- 1982–1985 – odbywał służbę w bazie Moody w Georgii, będąc pilotem samolotu F-4E.
- 1985 – od września do listopada był słuchaczem w Szkole Instruktorów samolotu F-4 w bazie Homestead na Florydzie. W grudniu objął funkcję instruktora pilotażu myśliwca F-4E  w bazie George w Kalifornii.
- 1987 – w grudniu skierowano go do kalifornijskiej bazy Edwards, gdzie uczęszczał do Szkoły Pilotów Doświadczalnych (USAF Test Pilot School). Po jej ukończeniu służył jako pilot-oblatywacz. Latał samolotami F-4 oraz wszystkimi (pięcioma) typami myśliwca F-15. Ponadto wchodził w skład zespołu badawczo-rozwojowego samolotu F-15 (F-15 Combined Test Force), w którym pełnił funkcję szefa programu ds. zwiększenia osiągów silnika F100-PW-229 firmy Pratt & Whitney oraz był pilotem demonstracyjnym F-15.
- 1990 – uzyskał magisterium w dziedzinie inżynierii mechanicznej na California State University we Fresno.
- 1992 – w czerwcu w ramach wymiany z Royal Air Force został skierowany do Aircraft and Armament Evaluation Establishment w ośrodku lotniczym Boscombe Down w Amesbury. W charakterze pilota doświadczalnego uczestniczył tam w testach myśliwca Tornado w wersjach GR-1 i GR-4. Oblatywał także samoloty: Hawk, Hunter, Buccaneer, Jet Provost(inne języki), Tucano i Harvard.

Jako pilot wylatał ponad 3800 godzin na ponad czterdziestu typach samolotów.

## Praca w NASA i kariera astronauty
- 8 grudnia 1994 – został przyjęty do piętnastej grupy(inne języki) astronautów NASA.
- 1996 – w maju po zakończeniu rocznego przeszkolenia podstawowego zdobył kwalifikacje pilota wahadłowca. Następnie pracował w Biurze Astronautów NASA. Brał udział w pracach nad udoskonaleniem systemów promu kosmicznego i przy opracowaniu statku ratunkowego CRV (Crew Return Vehicle). Ponadto zajmował się pracami studialnymi nad wznowieniem lotów załogowych na Księżyc i wyprawą na Marsa.
- 1999 – na przełomie maja i czerwca był pilotem promu Discovery podczas swojego pierwszego lotu kosmicznego. Załogą STS-96 dowodził Kent V. Rominger(inne języki). Specjalistami misji byli: Ellen Ochoa, Tamara Jernigan, Daniel Barry, astronautka kanadyjska Julie Payette oraz Walerij Tokariew z Rosji. Celem tej blisko dziesięciodniowej wyprawy było dostarczenie zaopatrzenia i obsługa techniczna Międzynarodowej Stacji Kosmicznej. Następnie do grudnia 2000 kierował oddziałem bezpieczeństwa lotów Biura Astronautów.
- 1 grudnia 2000 – NASA ogłosiła w oficjalnym komunikacie, że Husband będzie dowodził załogą misji STS-107[1].
- 2003 – 16 stycznia na pokładzie wahadłowca Columbia po raz drugi wystartował w kosmos. Funkcję pilota pełnił William McCool. W załodze promu znajdowali się także specjaliści misji: Laurel Clark, David Brown, Michael P. Anderson, Kalpana Chawla oraz astronauta izraelski Ilan Ramon. Podczas prawie szesnastodniowego pobytu na orbicie załoga wykonała 82 eksperymenty biologiczne, geofizyczne, technologiczne i fizyczne. 1 lutego podczas powrotu Columbii na Ziemię wahadłowiec rozpadł się w powietrzu. Śmierć poniosła cała załoga. Jej dowódcę pochowano 21 lutego w rodzinnym Amarillo.

## Odznaczenia i nagrody
- Defense Distinguished Service Medal – pośmiertnie
- Meritorious Service Medal – trzykrotnie
- Aerial Achievement Medal
- Air Force Commendation Medal
- National Defense Service Medal
- Congressional Space Medal of Honor – pośmiertnie
- NASA Distinguished Service Medal – pośmiertnie
- NASA Space Flight Medal – pośmiertnie
- NASA Group Achievement Award – dwukrotnie
- Universal Astronaut Insignia za lot orbitalny (nr 386, pośmiertnie) – Stowarzyszenie Uczestników Lotów Kosmicznych (Association of Space Explorers(inne języki))[2]

## Wykaz lotów
| Loty kosmiczne, w których uczestniczył Rick D. Husband                   | Loty kosmiczne, w których uczestniczył Rick D. Husband | Loty kosmiczne, w których uczestniczył Rick D. Husband                                   | Loty kosmiczne, w których uczestniczył Rick D. Husband | Loty kosmiczne, w których uczestniczył Rick D. Husband | Loty kosmiczne, w których uczestniczył Rick D. Husband | Loty kosmiczne, w których uczestniczył Rick D. Husband |
| Nr                                                                       | Data startu                                            | Data lądowania                                                                           | Statek kosmiczny                                       | Funkcja                                                | Czas trwania                                           |                                                        |
| ------------------------------------------------------------------------ | ------------------------------------------------------ | ---------------------------------------------------------------------------------------- | ------------------------------------------------------ | ------------------------------------------------------ | ------------------------------------------------------ | ------------------------------------------------------ |
| 1                                                                        | 27 maja 1999                                           | 6 czerwca 1999                                                                           | STS-96 Discovery F-26                                  | Pilot wahadłowca                                       | 9 dni 19 godzin 13 minut i 1 sekunda                   |                                                        |
| 2                                                                        | 16 stycznia 2003                                       | 1 lutego 2003 Podczas powrotu na Ziemię wahadłowiec wskutek katastrofy uległ zniszczeniu | STS-107 Columbia F-28                                  | Dowódca misji                                          | 15 dni 22 godziny 20 minut i 22 sekundy                |                                                        |
| Łączny czas spędzony w kosmosie — 25 dni 17 godzin 34 minut i 24 sekundy |                                                        |                                                                                          |                                                        |                                                        |                                                        |                                                        |